# Euro-City-Cup 1993/94
Am Euro-City-Cup 1993/94 nahmen 28 Handball-Vereinsmannschaften teil, die sich in der vorangegangenen Saison in ihren Heimatländern qualifiziert hatten. Es war die 1. Austragung des neu geschaffenen City Cups. Die Pokalspiele begannen am 24. September 1993 und das zweite Finalspiel fand am 1. Mai 1994 statt. Im Finale konnte sich TUSEM Essen gegen HK Drott Halmstad durchsetzen.

## Modus
Der Wettbewerb startete mit 12 Spielen im Sechzehntelfinale. Die Sieger zogen in das Achtelfinale ein, in der weitere, höher eingestufte, Mannschaften einstiegen. Alle Runden inklusive des Finales wurden im K.-o.-System mit Hin- und Rückspiel durchgeführt. Der Gewinner des Finales war Euro-City-Cup-Sieger der Saison 1993/94.

## Sechzehntelfinals
|                           | Gesamt |                         | Hinspiel | Rückspiel |
| ------------------------- | ------ | ----------------------- | -------- | --------- |
| KS Warszawianka           | 50:41  | SKIF Krasnodar          | 26:17    | 24:24     |
| Çankaya Belediyesi Ankara | 36:33  | UHK Krems               | 18:14    | 18:19     |
| HK Topoľčany              | 52:47  | HC Vaslui               | 28:23    | 24:24     |
| Khalkheti Tiflis          | 20:75  | HRK Karlovac            | 7:42     | 13:33     |
| HK Drott Halmstad         | 100:21 | Intercollege AC Nicosia | 54:7     | 46:14     |
| RK Slovenj Gradec         | 43:40  | SKA Lwiw                | 24:23    | 19:17     |
| Sporting Lissabon         | 47:41  | Pallamano Rubiera       | 27:19    | 20:22     |
| HC Baník Karviná          | 54:23  | Maccabi Petach Tikwa    | 28:10    | 26:13     |
| ESN Vrilissia             | 51:48  | Handball Echternach     | 26:22    | 25:26     |
| HC Herstal                | 41:50  | RK Metalurg Skopje      | 22:21    | 19:29     |
| Wacker Thun               | 61:40  | Inshaatchi Baku         | 27:19    | 34:21     |
| SIF Håndball              | 48:52  | Fimleikar Hafnarfjörður | 27:24    | 21:28     |

## Achtelfinals
|                           | Gesamt  |                         | Hinspiel | Rückspiel |
| ------------------------- | ------- | ----------------------- | -------- | --------- |
| HK Topoľčany              | 58:46   | ESN Vrilissia           | 29:24    | 29:22     |
| Győri ETO KC              | 38:43   | Sporting Lissabon       | 21:24    | 17:19     |
| HRK Karlovac              | 39:38   | RK Metalurg Skopje      | 21:13    | 18:25     |
| KS Warszawianka           | 33:33 * | RK Slovenj Gradec       | 21:17    | 12:16     |
| PSG-Asnières              | 51:46   | HC Baník Karviná        | 29:24    | 22:22     |
| TUSEM Essen               | 45:43   | Fimleikar Hafnarfjörður | 23:23    | 22:20     |
| BM Granollers             | 53:39   | Wacker Thun             | 29:16    | 24:23     |
| Çankaya Belediyesi Ankara | 47:58   | HK Drott Halmstad       | 31:29    | 16:29     |

## Viertelfinals
|                   | Gesamt |                   | Hinspiel | Rückspiel |
| ----------------- | ------ | ----------------- | -------- | --------- |
| HK Topoľčany      | 41:54  | BM Granollers     | 22:25    | 19:29     |
| PSG-Asnières      | 60:52  | Sporting Lissabon | 32:27    | 28:25     |
| RK Slovenj Gradec | 31:54  | HK Drott Halmstad | 17:26    | 14:28     |
| TUSEM Essen       | 34:29  | HRK Karlovac      | 17:5     | 17:24     |

## Halbfinals
|                   | Gesamt |              | Hinspiel | Rückspiel |
| ----------------- | ------ | ------------ | -------- | --------- |
| HK Drott Halmstad | 52:49  | PSG-Asnières | 25:18    | 27:31     |
| BM Granollers     | 45:50  | TUSEM Essen  | 25:21    | 20:29     |

## Finale
Das Hinspiel fand am 24. April 1994 in Halmstad statt und das Rückspiel am 1. Mai 1994 in Essen. In der Premierensaison war TUSEM Essen der erste Gewinner des Euro-City-Cups.
|                   | Gesamt |             | Hinspiel | Rückspiel |
| ----------------- | ------ | ----------- | -------- | --------- |
| HK Drott Halmstad | 43:58  | TUSEM Essen | 17:27    | 26:31     |